# Війна Візантія із західнопонтійськими містами
Війна Візантія із західнопонтійськими містами — конфлікт між Візантієм та коаліцією грецьких міст Західного Причорномор'я, котрий стався у середині 3 століття до н. е.

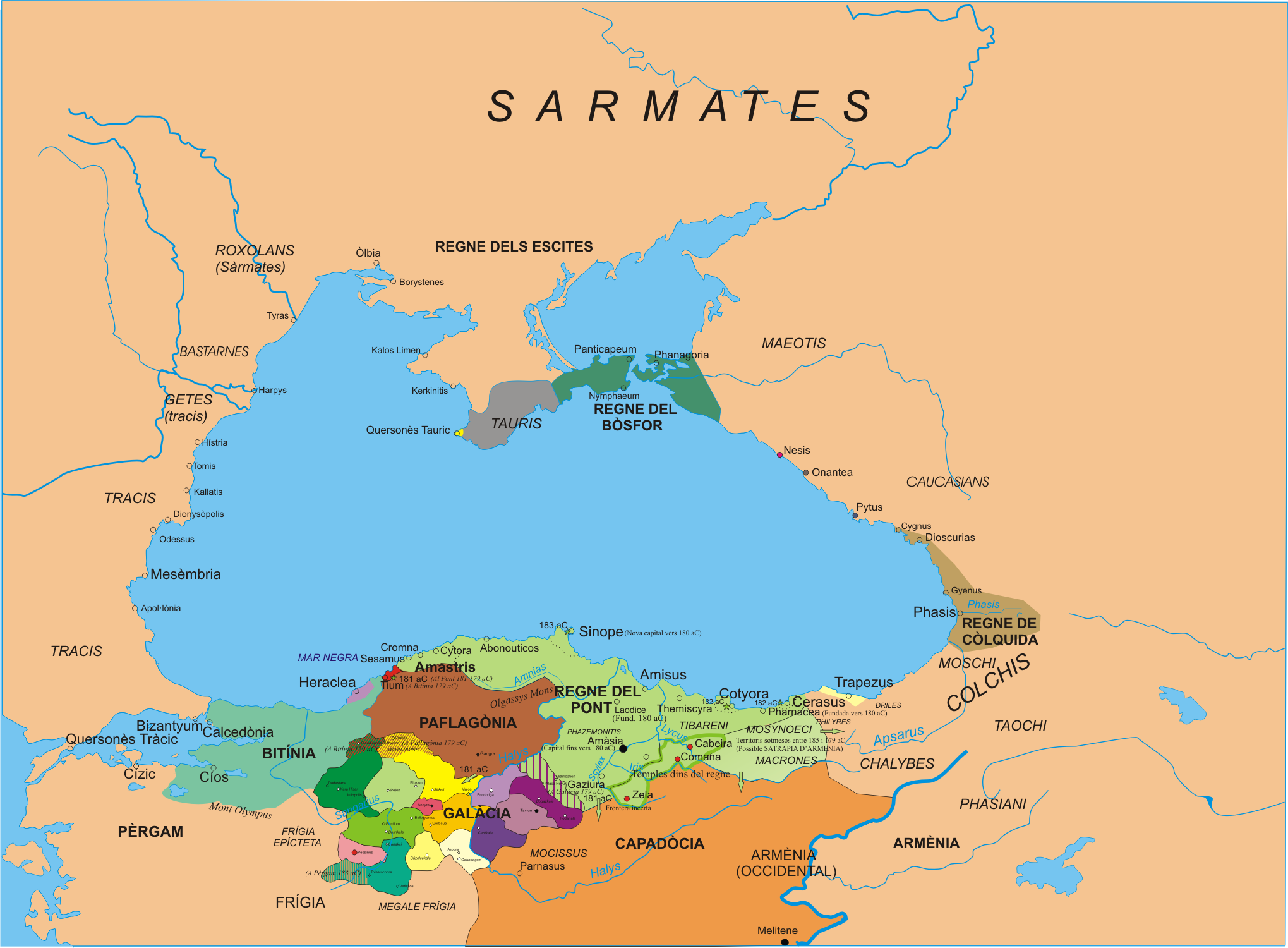
Карта Чорного моря. На західному узбережжі позначено згадані у статті Істрія, Томи та Каллатіс

Повідомлення про цю війну дійшли до нас з твору історика Гераклеї Понтійської Мемнона. Останній стверджував, що причиною стала спроба Каллатіса та Істрії встановити у розташованих між ними Томах якусь монополію (всі три названі міста лежали на узбережжі сучасної Румунії). Візантій же, який завдяки своєму розташуванню контролював одну з Чорноморських проток, намагався отримати максимальний контроль над понтійською торгівлею та був занепокоєний планами конкурентів.
Про перебіг бойових дій відомо лише те, що Візантій здобув перемогу. При цьому Гераклея Понтійська відмовилась прийти на допомогу каллатійцям, навіть попри те, що це місто з'явилось колись як колонія гераклеотів. Таке рішення пояснюється тісними союзницькими відносинами Візантія та Гераклеї, котрі ще біля 280 р. до н. е. спільно виступили проти сирійського царя Антіоха I у складі так званої північної ліги.
Крім того, можливо, саме з цією боротьбою припонтійських міст пов'язані дії Селевкіда Антіоха II, який узяв Візантій у блокаду, проте так і не наважився на атаку. При цьому мешканці міста отримали допомогу від Гераклеї Понтійської та єгипетського царя Птолемея.
Війну зазвичай датують періодом біля 260 р. до н. е. Водночас, зазначений конфлікт Візантія та Антіоха ІІ так само чітко не датований, та, у відповідності до різних реконструкцій, може припадати також на 251 р. до н. е. або навіть на початок 240-х рр. до н. е.